# 立川愛梨
立川 愛梨（たちかわ あいり、1999年9月30日 - ）は、日本のグラビアアイドル。東京都出身。

## 経歴・人物
趣味はネイルで、特技はお菓子作り。2018年の秋にスカウトされた。2019年2月にグラビアデビュー。ミスFLASH2020に出場した経歴がある。
最初の撮影では台風などの悪天候に加え、空港での手続きの仕方もわからずに最初から災難であったと辟易している。

## 作品

### DVD
- ピュア・スマイル（2019年2月22日、竹書房）[2]
- Hなアイリ（2019年6月28日、スパイスビジュアル）[1]
- あいりとあそぼ！（2019年11月20日、ラインコミュニケーションズ）[7]